# Ґотфрід Келлер
Ґотфрід Келлер, також Готфрід Келлер, або Готфрид Келлер (19 липня 1819 , Цюрих  — 15 липня 1890 , Цюрих ) — швейцарський письменник, класик німецькомовної швейцарської літератури.

## Біографія
У п'ятирічному віці втратив батька, мати одружилася вдруге. Навчався в Мюнхені в Академії мистецтв (1840–1842 роки), пізніше — у Гайдельберзькому та Берлінському університетах. Обіймав посаду статс-секретаря кантону Цюрих.

## Літературна діяльність
Дебютував у 1846 році віршами політичного характеру. Автор роману «Зелений Генріх» (1855 рік, друга редакція 1879–1880 роки), написаного в традиціях «роману виховання», збірників новел «Люди з Зельдвіли» (т. 1-2, 1856–1874), «Сім легенд» (1872), «Цюрихські новели» (1878), «Вислів» (1881), роману «Мартін Заландер» (1886).

## Твори
Твори подано за хронологічним принципом.
- 1846: Gedichte
- 1851: Neuere Gedichte
- 1853-55: Der grüne Heinrich, перша редакція роману
- 1856: Die Leute von Seldwyla, Частина I циклу з оповіданнями:
Pankraz, der Schmoller | Romeo und Julia auf dem Dorfe | Frau Regel Amrain und ihr Jüngster | Die drei gerechten Kammmacher | Spiegel, das Kätzchen. Ein Märchen
- 1872: Sieben Legenden, цикл новел
- 1873-74: Die Leute von Seldwyla, Частина I циклу без змін, Частина II з оповіданнями:
Kleider machen Leute  | Der Schmied seines Glückes | Die mißbrauchten Liebesbriefe | Dietegen | Das verlorene Lachen
- 1877: Züricher Novellen, Цикл з оповіданнями:
Hadlaub | Der Narr auf Manegg | Der Landvogt von Greifensee | Das Fähnlein der sieben Aufrechten  | Ursula
- 1879-80: Der grüne Heinrich, остаточна редакція роману
- 1881: Das Sinngedicht, Цикл з оповіданнями:
Von einer törichten Jungfrau  | Regine | Die arme Baronin  | Die Geisterseher | Don Correa  | Die Berlocken
- 1883: Gesammelte Gedichte
- 1886: Martin Salander
- 1889: Gesammelte Werke в 10 томах.

## Переклади українською мовою
- Із циклу «Сім легенд». I. Марія і черниця. II. Легенда про танець / пер. з нім. І. Франко // Літературно-науковий вістник. — 1900. — Т. 11, кн. 7 (за липень). — С. 107—120.
- Зелений Генріх / пер. з нім. В. Бойко. — Харків: Фоліо, 2015. — 799 с.
- Мартін Заландер / пер. з нім. П. Таращук. — Харків: Фоліо, 2014. — 315 с.